# Johann Peter Falck
Johann Peter Falck (Broddetorp, Västergötland, Suecia; 26 de noviembre de 1732 – † Kazán, Imperio ruso; 31 de marzo de 1774) fue un naturalista, y explorador sueco.

## Biografía
Estudió en la Universidad de Upsala como alumno de Carlos Linneo (1707-1778), a partir de 1751, Falck se traslada a San Petersburgo en 1763. Y en 1765, fue profesor de Medicina y Botánica; y entre 1768 y 1774, recibió el encargo de acompañar y formar parte, de la expedición del geógrafo alemán Peter Simon Pallas (1741-1811) a Siberia. Catalina II de Rusia financiaba tal exploración científica. En poco más de cinco años, cruzaron el sudeste de Rusia y partes de Siberia. Falck exploró flora y fauna, y también las condiciones económicas y culturales en esas áreas. Y enviaba los especímenes a San Petersburgo, y también a Linneo en Upsala. Enfermo, deprimido, Falck se suicida en Kazan en 1774.
Las notas de Johann Peter Falck se publicaron en alemán en el acta de viaje de Johann Gottlieb Georgi (1729-1802), bajo el título Beyträge zur topographischen Kenntnis des russischen Reichs (publicación en tres volúmenes en 1785-1786)

## Abreviatura (zoología)
La abreviatura Falck  se emplea para indicar a Johann Peter Falck como autoridad en la descripción y taxonomía en zoología.

## Honores

### Eponimia
Carl Peter Thunberg (1743-1828) le dedicó, en 1781, el género botánico Falckia de la familia de las Convolvulaceae.

## Obra
- Falck, Johannes Petrus, Planta Alströmeria (diss., pres. C. von Linné) Upsaliae 1762  — PDF
- Falk, Johann Peter, Beyträge zur Topographischen Kenntniss des Russischen Reichs, I-III, (utg. av Johann Gottlieb Georgi) St. Petersburg 1785-86.
- [Linné, Carl von] Bref och skrifter af och till Carl von Linné, bd I:VI, Stockholm 1912. (Brev mellan Linné och Falck.) (The Linnaean Correspondence)
- Henrik Sandblad, "Bjerkander, J.P. Falck och Tessin. Några brev till och om Kinnekulle", Lychnos 1979-1980, s. 260-268. (Brev från Falck till Clas Bjerkander.)